# St. Dionysius (Keldenich)

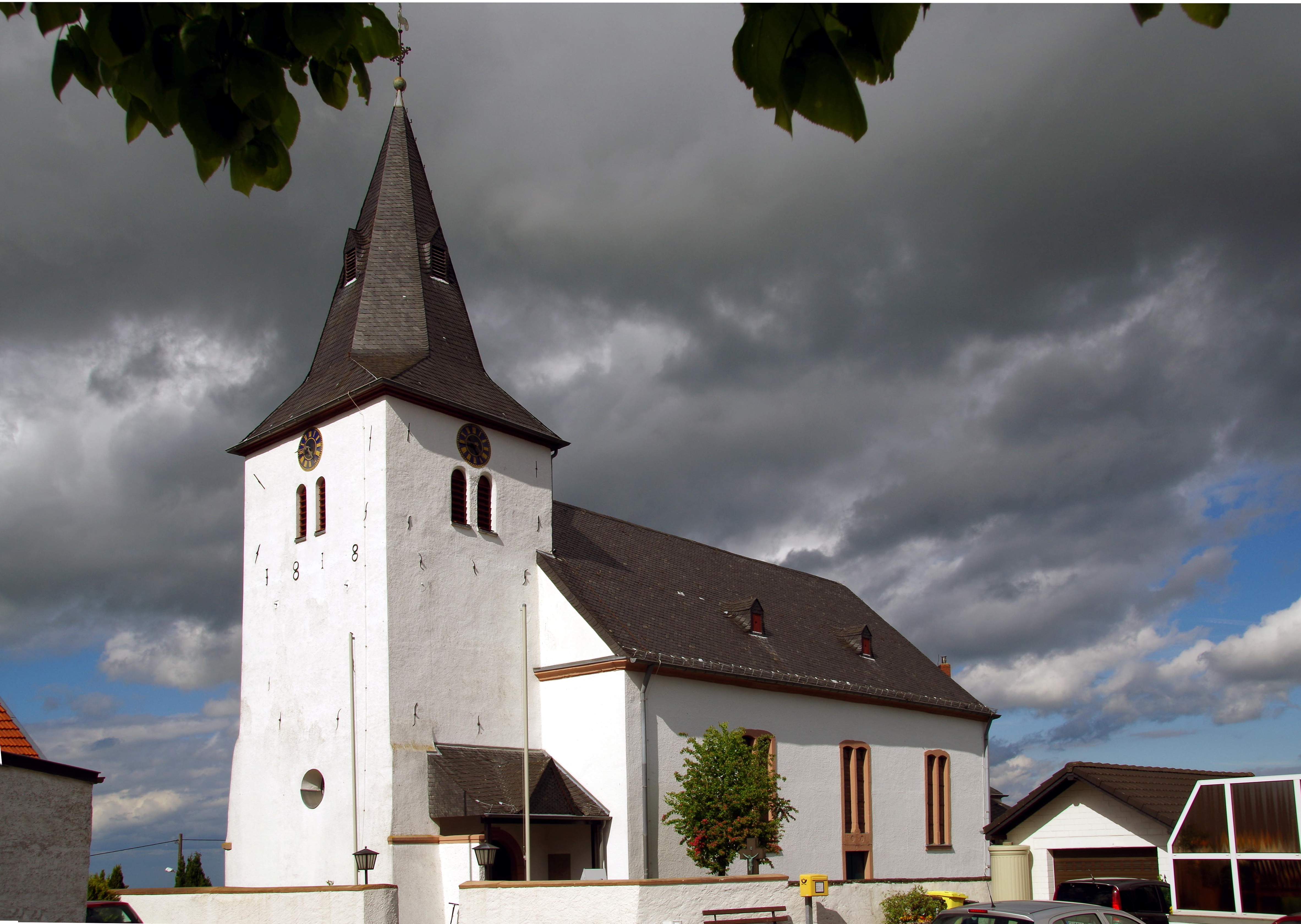
Pfarrkirche St. Dionysius in Keldenich von Südwesten

St. Dionysius ist die römisch-katholische Pfarrkirche von Keldenich, einem Ortsteil von Kall, im Kreis Euskirchen in Nordrhein-Westfalen.

## Geschichte

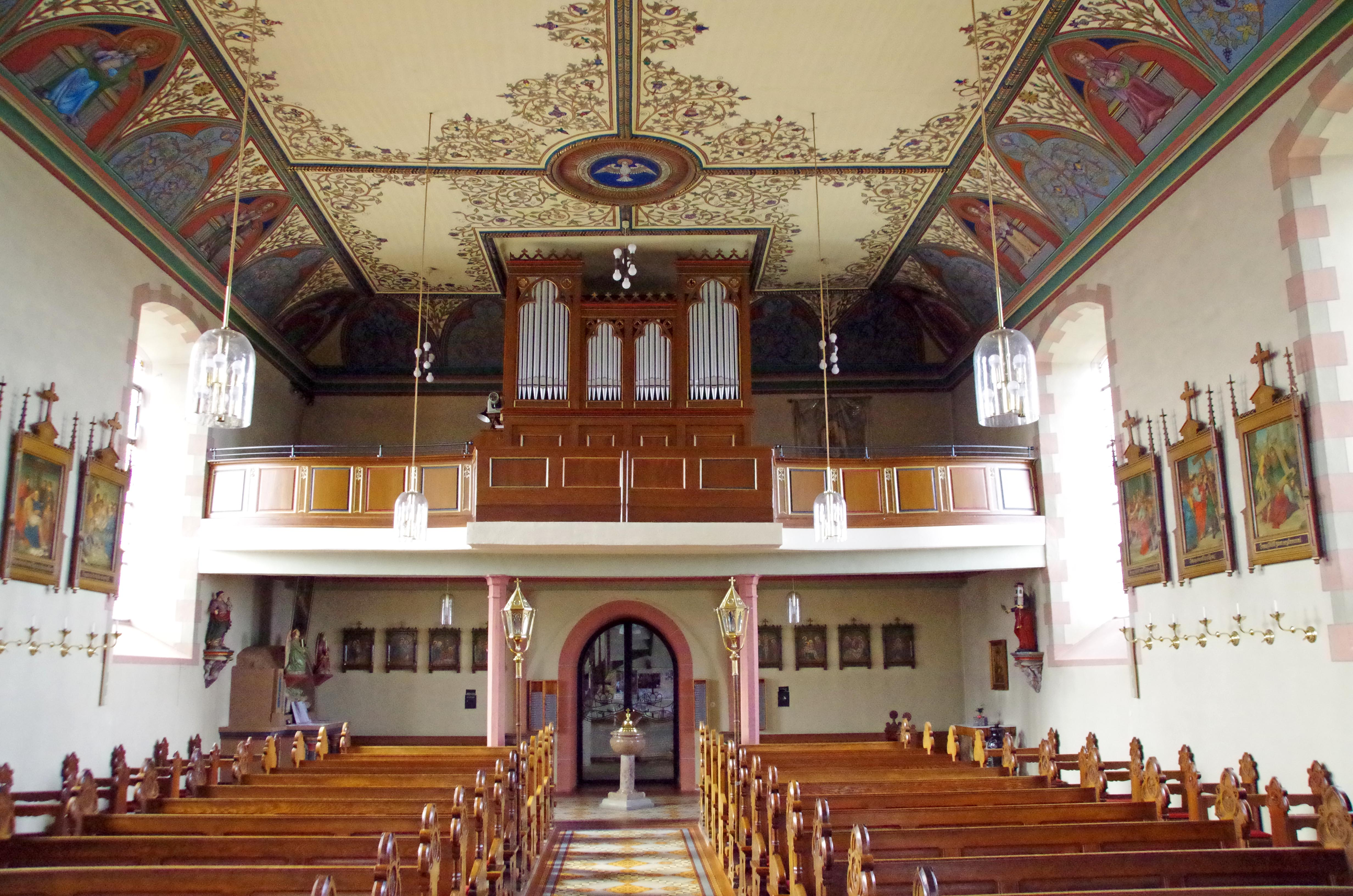
St. Dionysius, Blick durchs Kirchenschiff zur Orgelempore

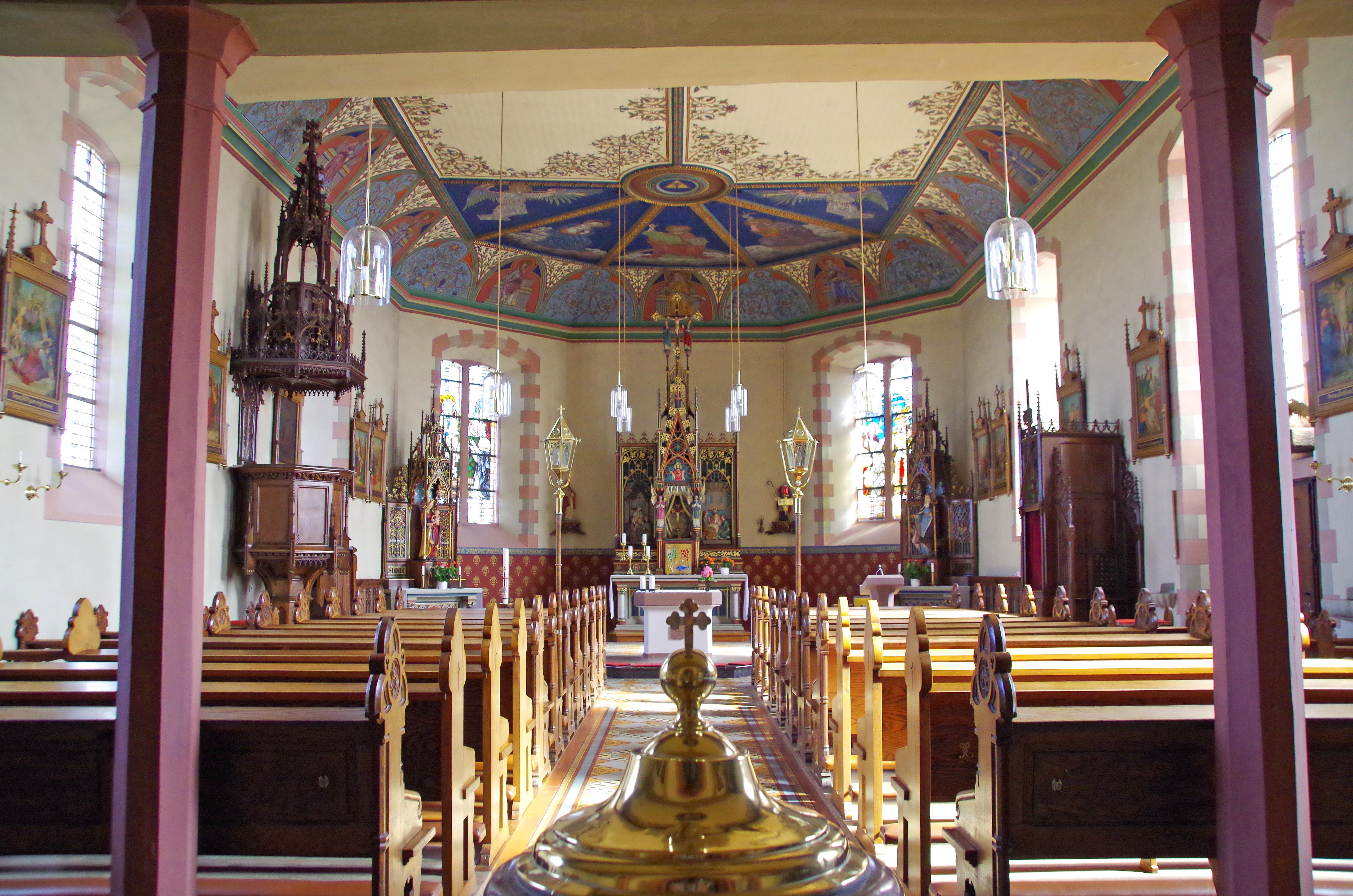
Innenraum von St. Dionysius, Blickrichtung Altarraum

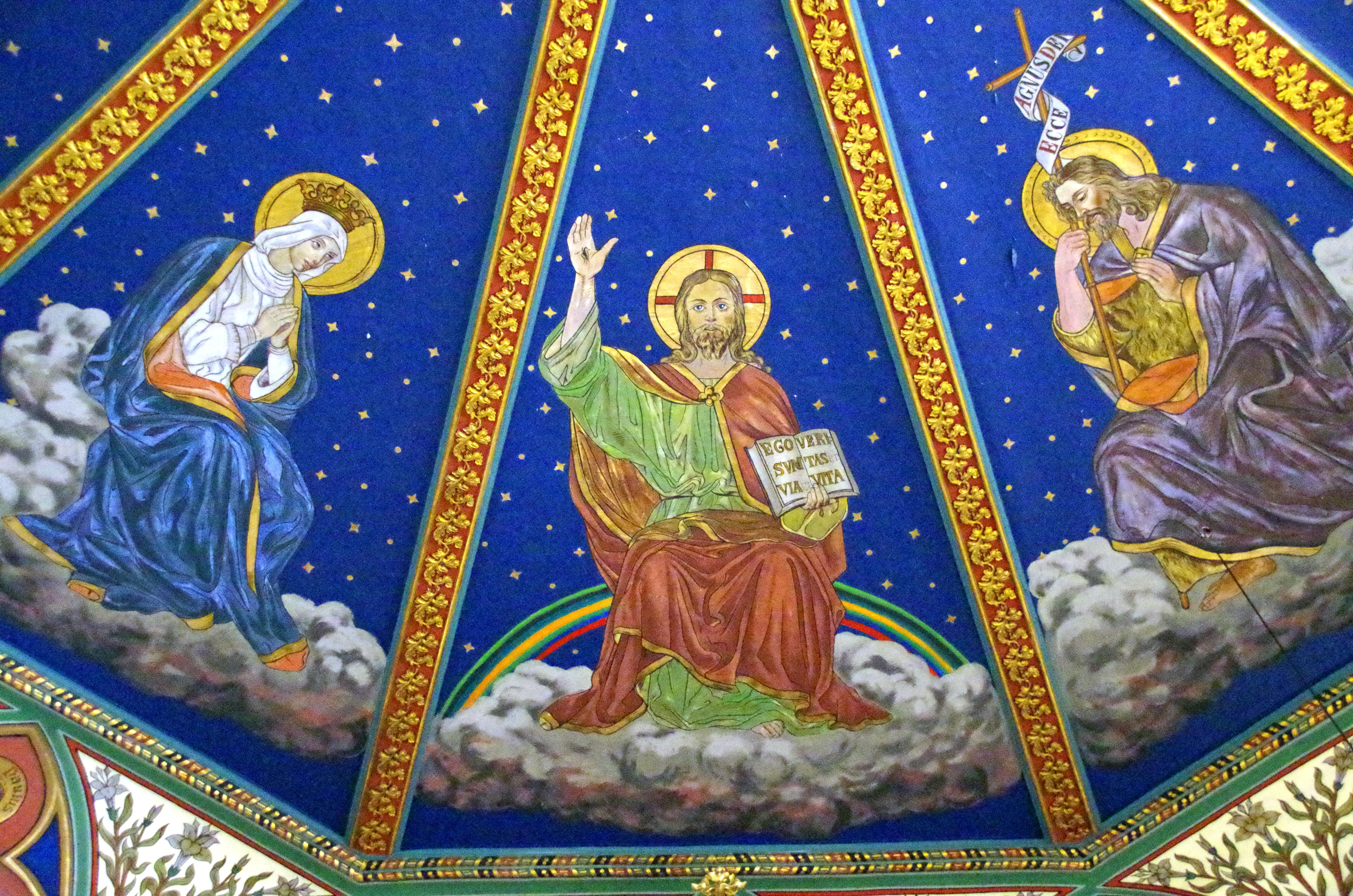
St. Dionysius, Deckenmalerei im Altarraum

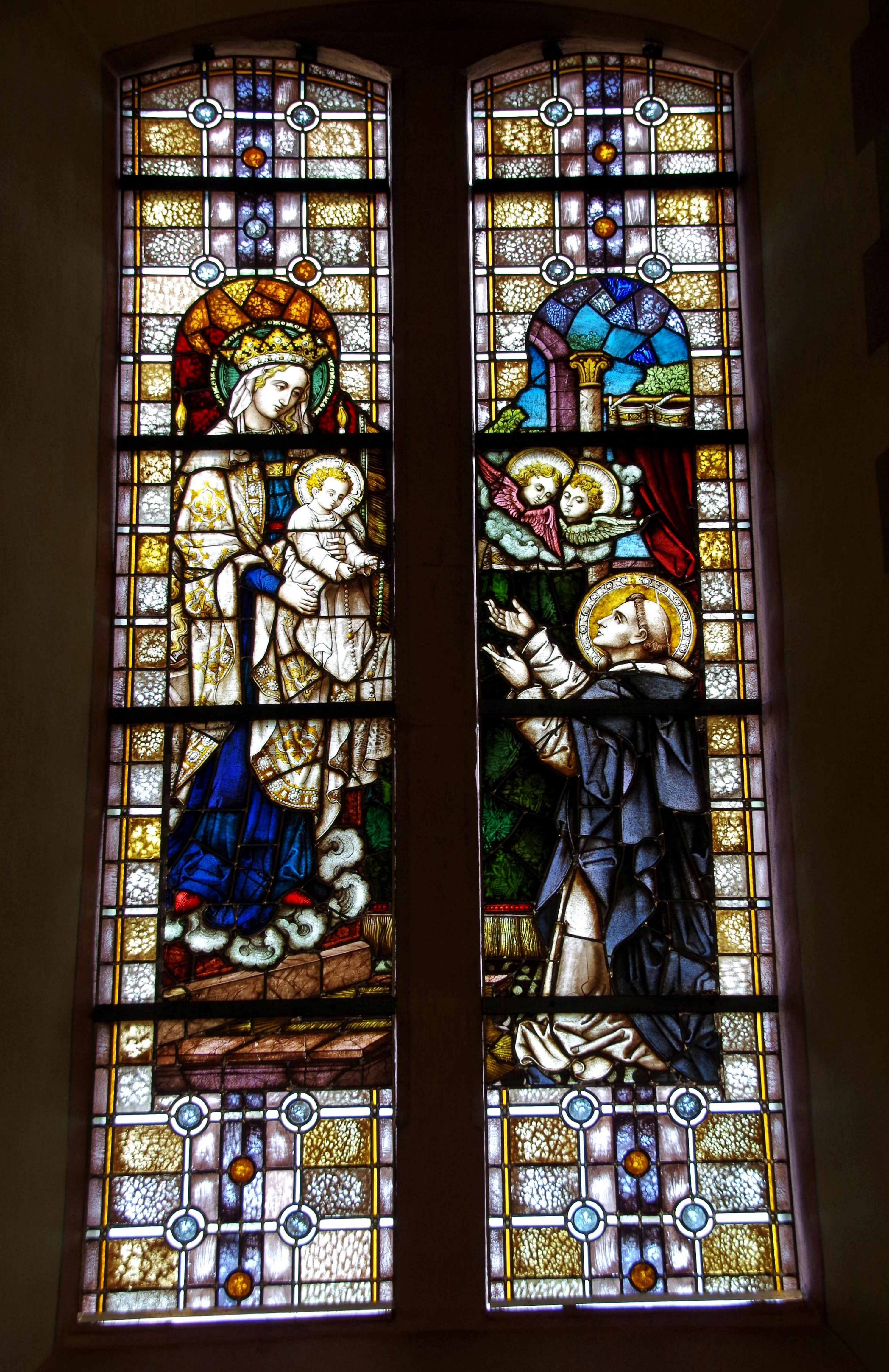
Der heilige Dominikus erhält den Rosenkranz

### Pfarrei
Vermutlich gab es bereits im 7. Jahrhundert ein kleines Gotteshaus in Keldenich und Keldenich war wahrscheinlich Mutterkirche von vielen anderen Pfarren der Umgebung. 1251 wurde eine Kirche in Keldenich urkundlich erwähnt. In der Urkunde ist vermerkt, dass der Kölner Erzbischof Konrad von Hochstaden die Kirche der Abtei Steinfeld übergab. Keldenich war zu dieser Zeit trotzdem eigenständige Pfarrei. Im 15. Jahrhundert wurde der Herzog von Jülich Kollator der Kirche. Im 16. Jahrhundert führte ein Pfarrer in Keldenich die lutherische Lehre ein, um 1600 wurden die Pfarre und ihre Bewohner wieder katholisch. Bis 1961 gehörte zur Pfarre die Filiale Sötenich, die dann jedoch eigenständig wurde.  Die Pfarrei St. Dionysius bildet heute mit mehreren anderen Pfarreien die Gemeinschaft der Gemeinden Hl. Hermann-Josef Steinfeld im Bistum Aachen.

### Kirchengebäude
Über die 1251 erwähnte Kirche ist nichts Näheres bekannt. Es ist jedoch anzunehmen, dass es eine kleine romanische Saalkirche war. Im 14. oder 15. Jahrhundert wurde dieses Bauwerk durch einen Neubau ersetzt. Herzog Johann Wilhelm von Jülich und Berg ließ zwischen 1699 und 1701 ein neues Langhaus unter Beibehaltung des Glockenturms errichten, das jedoch unter Herzog Karl Theodor von Jülich und Berg zwischen 1786 und 1787 wiederum durch ein neues im Stil des Barock ersetzt wurde. Auch diesmal wurde der Glockenturm beibehalten. Am 9. Oktober 1787 fand die Konsekration statt.

## Architektur
St. Dionysius ist eine Saalkirche mit einem dreiseitigen Chorschluss im Osten und einem vorgebauten Glockenturm im Westen aus überputztem Bruchstein. Die Längsseiten des Kirchenschiffs haben je drei zweibahnige Fenster. Das Schiff wird von einer hölzernen, barocken Decke überspannt. Der vermutlich noch aus dem 14. oder 15. Jahrhundert stammende Turm ist viergeschossig und schließt mit einem achtseitigen Turmhelm.

## Ausstattung
Die Holzdecke des Innenraums wurde 1900 von dem Bonner Künstler Josef Röttchen ausgemalt. Aus den Jahren 1879/80 stammt die neugotische Ausstattung mit geschnitztem Hochaltar, zwei Nebenaltären, Beichtstuhl und einer Kanzel, die ebenfalls mit reichem Schnitzwerk verziert ist. Die Kirchenbänke und die Kreuzwegstationen stammen aus der gleichen Zeit. Die Orgel mit ursprünglich mechanischer Traktur ist ein Werk des Orgelbauers Bertram aus Engers; sie wurde 1870 in Keldenich aufgestellt. 1962 erweiterte Weimbs Orgelbau aus Hellenthal das Instrument mit Registern der Orgel aus St. Rochus in Wollseifen auf 16 Register und stellte es auf pneumatische Traktur um. 1990 folgte eine Restaurierung der Orgel, auch durch Weimbs. Der Volksaltar entsprechend den Empfehlungen des Zweiten Vatikanischen Konzils wurde aus Sandstein gehauen und am 8. Oktober 1983 geweiht. Die Buntglasfenster sind Werke von Karl Jörres aus dem Jahr 1948. Die beiden Fenster im Chor zeigen den hl. Dominikus, wie er von Maria den Rosenkranz erhält, und die Geburt Christi.

## Glocken
Im Turm von St. Dionysius hängt ein dreistimmiges Geläut aus dem Jahr 1926.
| Nr. | Name | Durchmesser (mm) | Masse (kg, ca.) | Schlagton (HT-1/16) | Gießer                                              | Gussjahr |
| 1   | -    | 1.200            | 1.050           | e'                  | Wilhelm Hausen-Mabilon, Fa. Mabilon & Co., Saarburg | 1926     |
| 2   | -    | 1.000            | 600             | g'                  | Wilhelm Hausen-Mabilon, Fa. Mabilon & Co., Saarburg | 1926     |
| 3   | -    | 900              | 420             | a'                  | Wilhelm Hausen-Mabilon, Fa. Mabilon & Co., Saarburg | 1926     |

Glockenmotiv: Te Deum

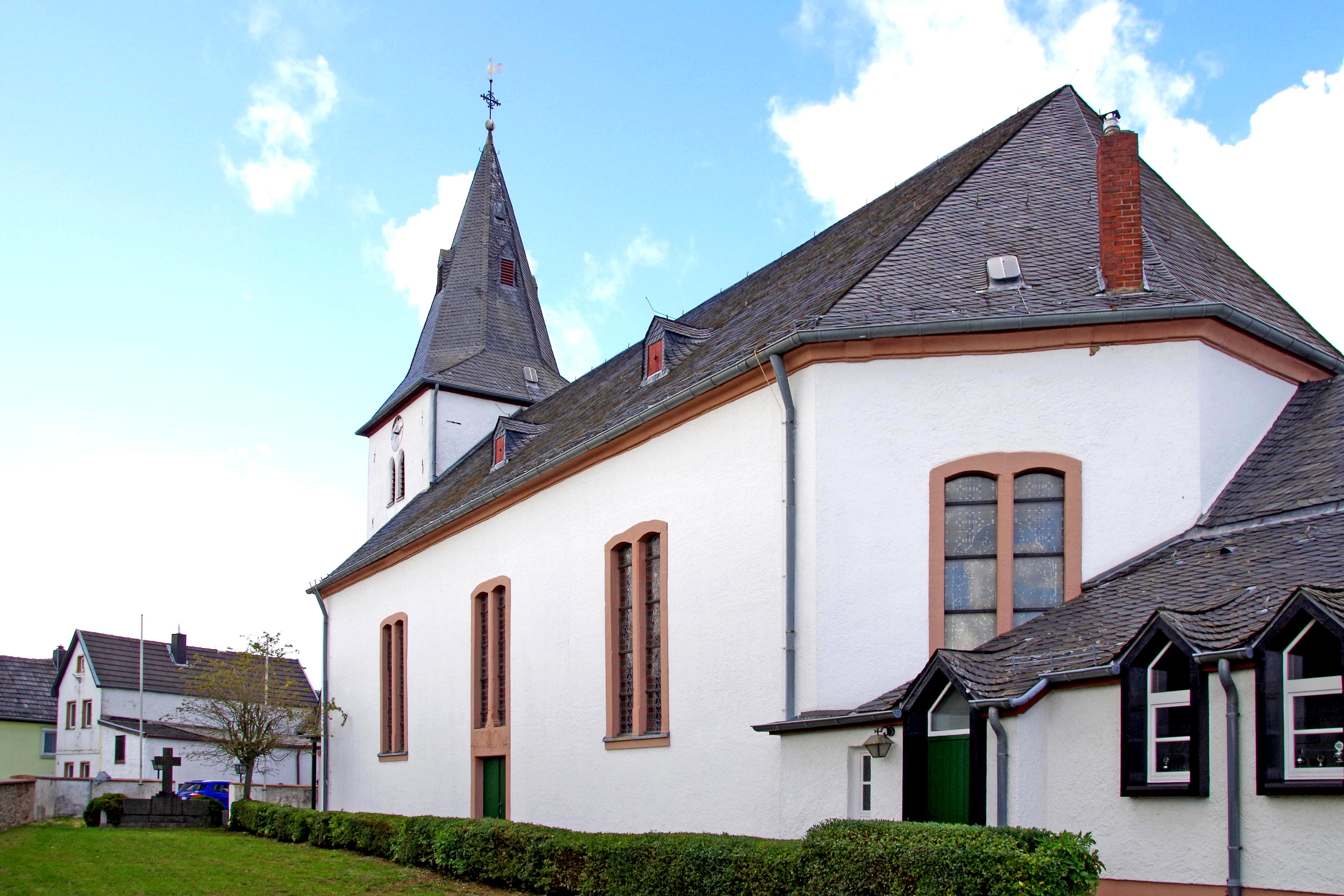
St. Dionysius Südostansicht
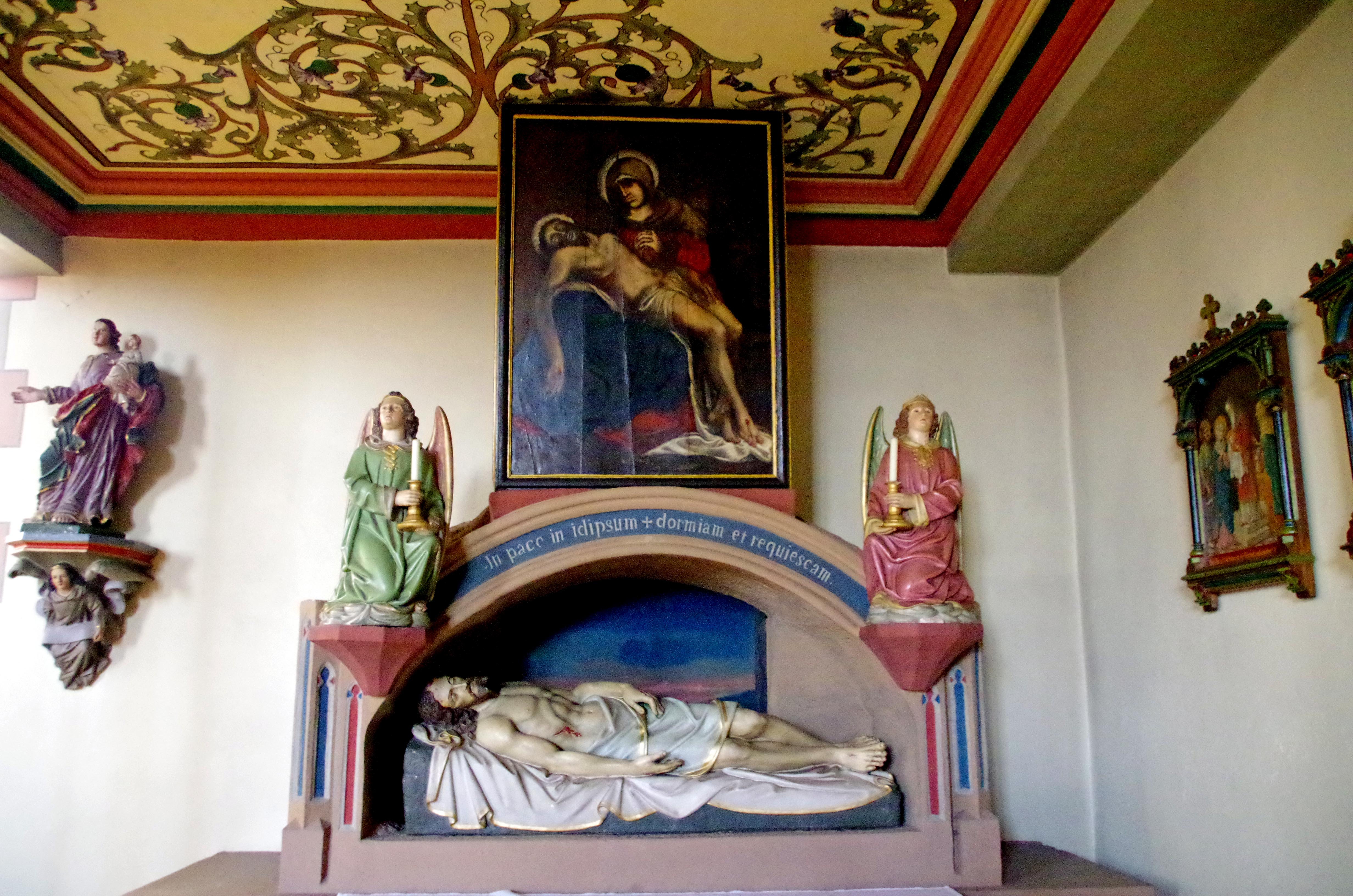
Heiliges Grab und Pieta (16. Jh.)
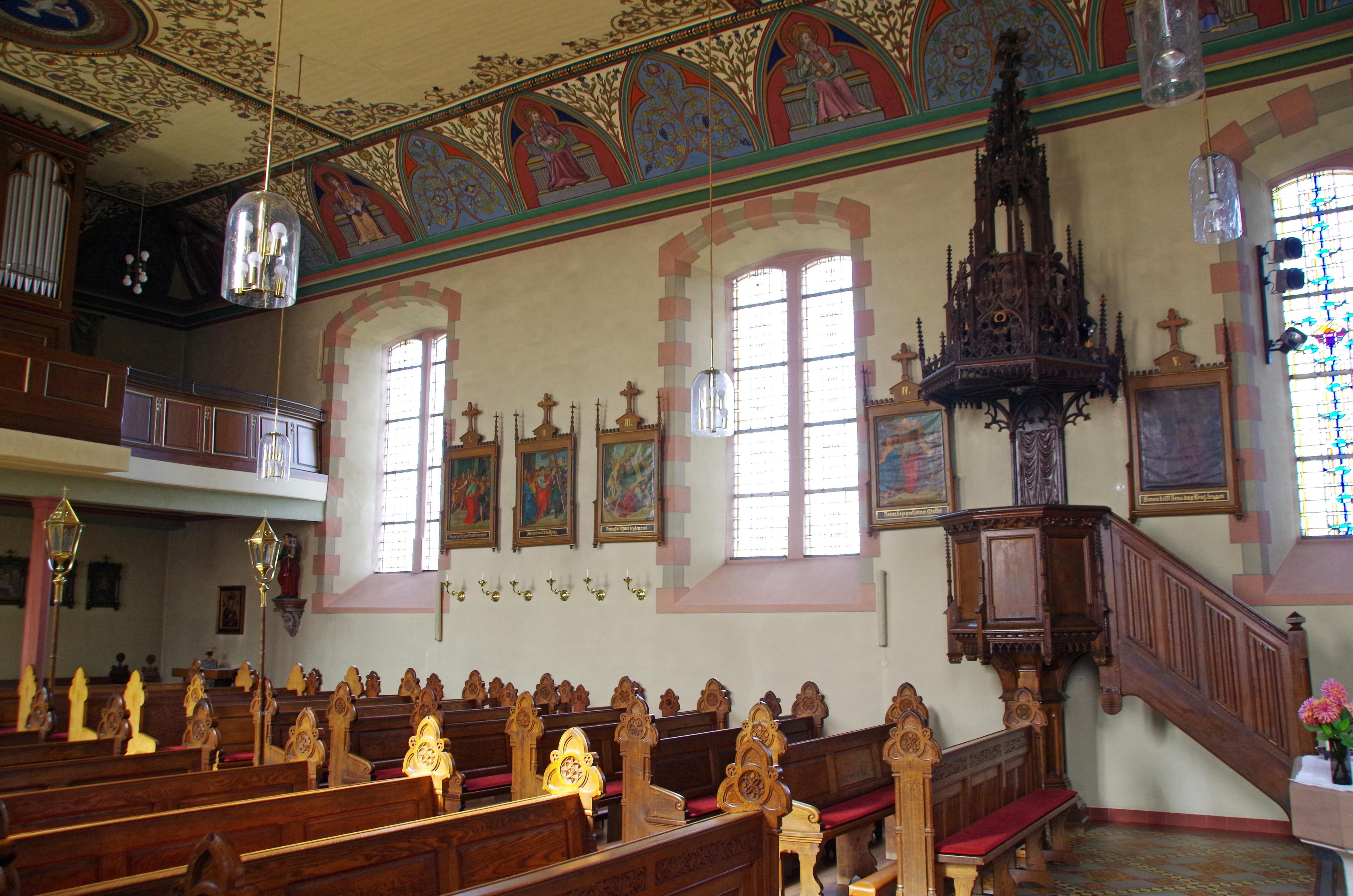
Innenraum mit Kanzel
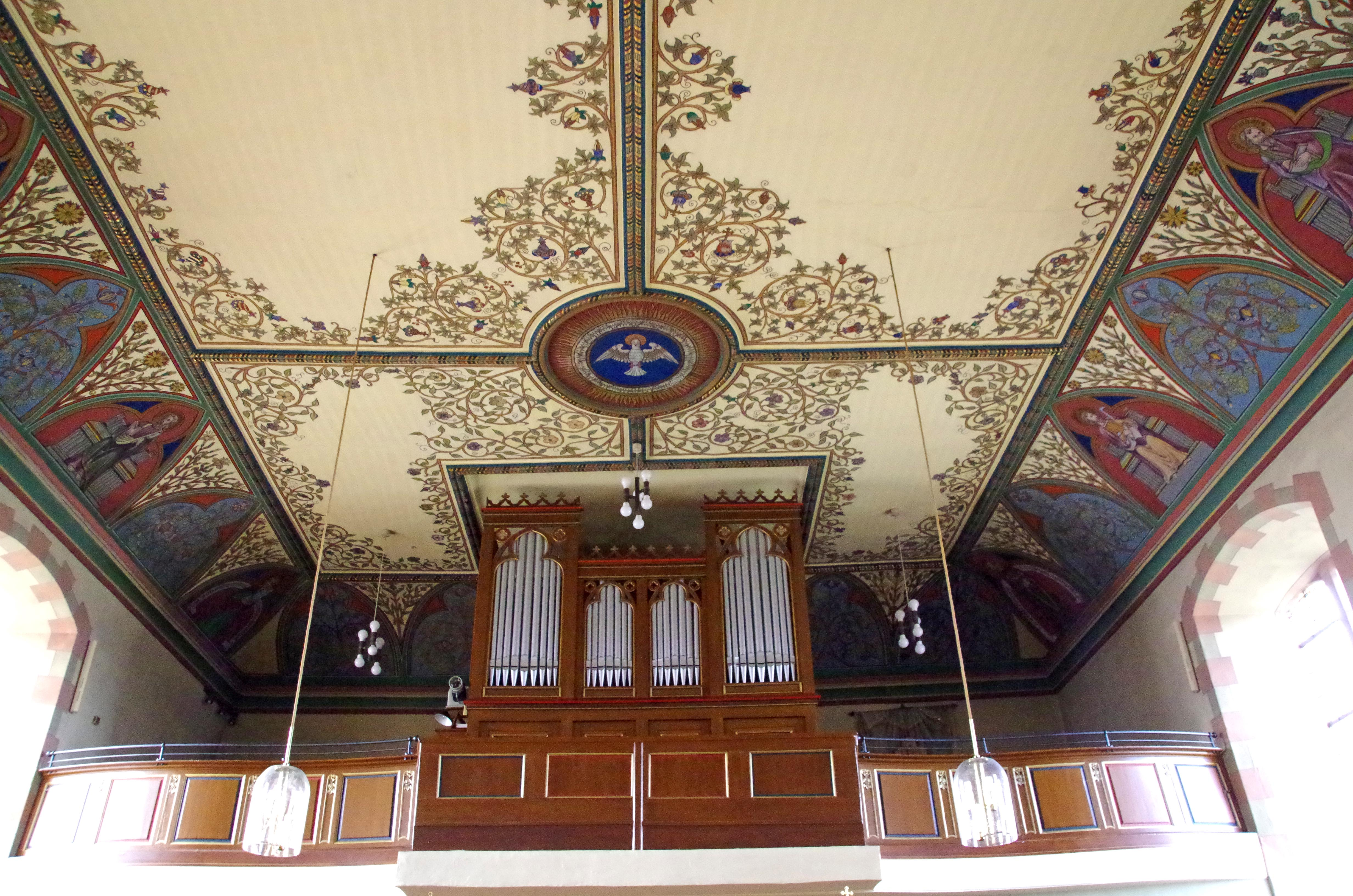
Orgelempore und Deckenausmalung
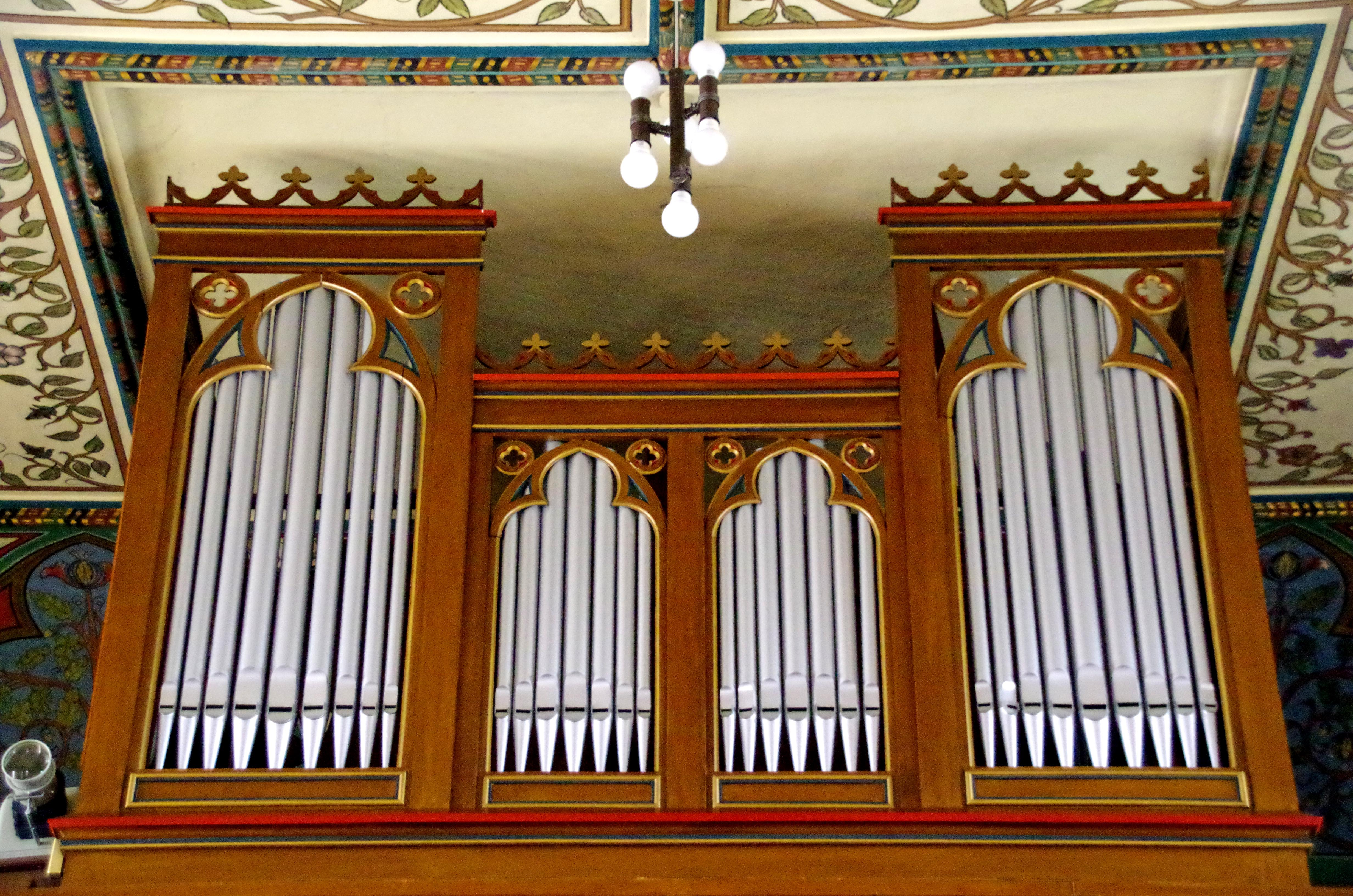
Orgel von W. Bertram aus Engers (1870)
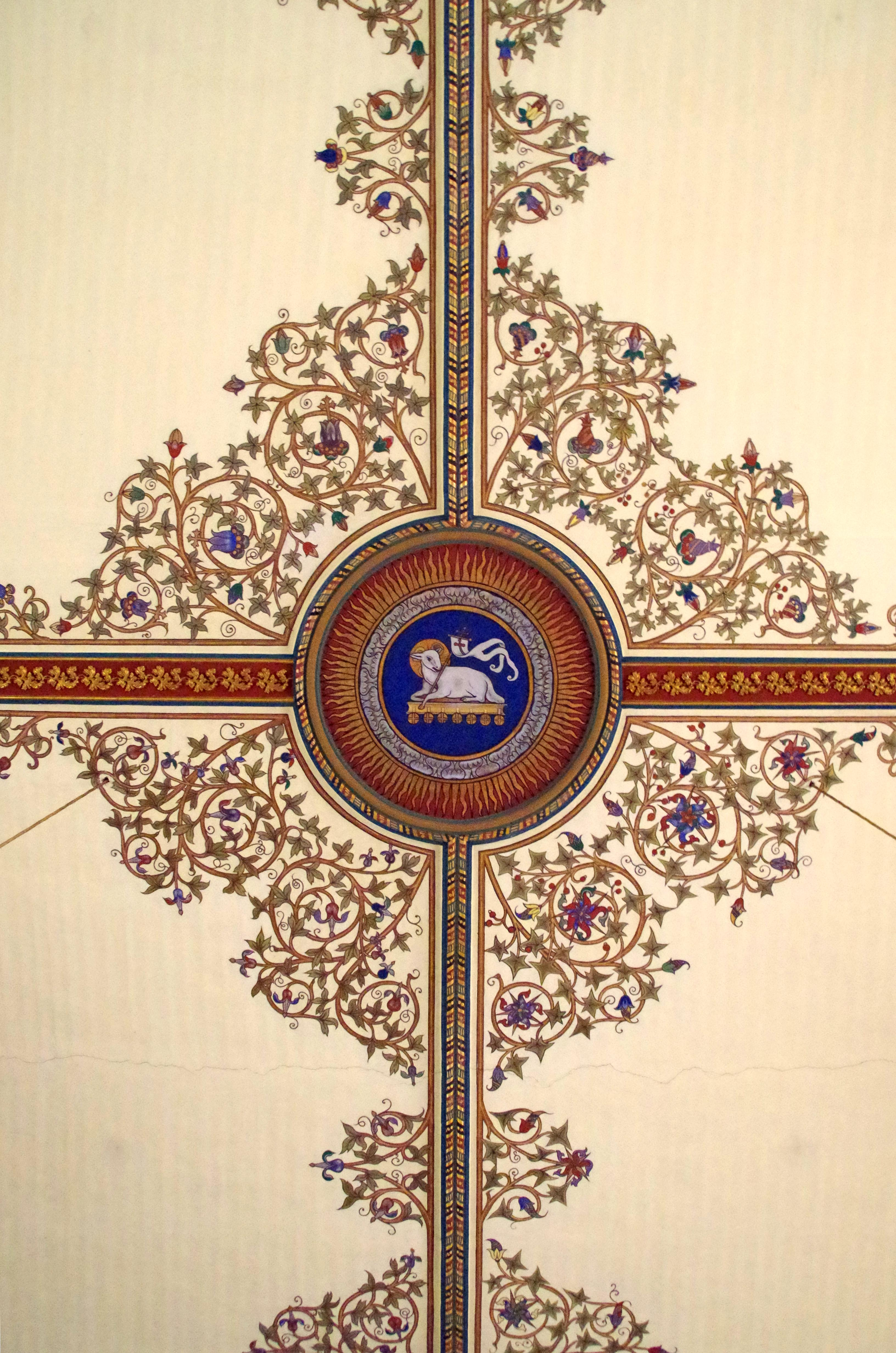
Deckenornament Mitte
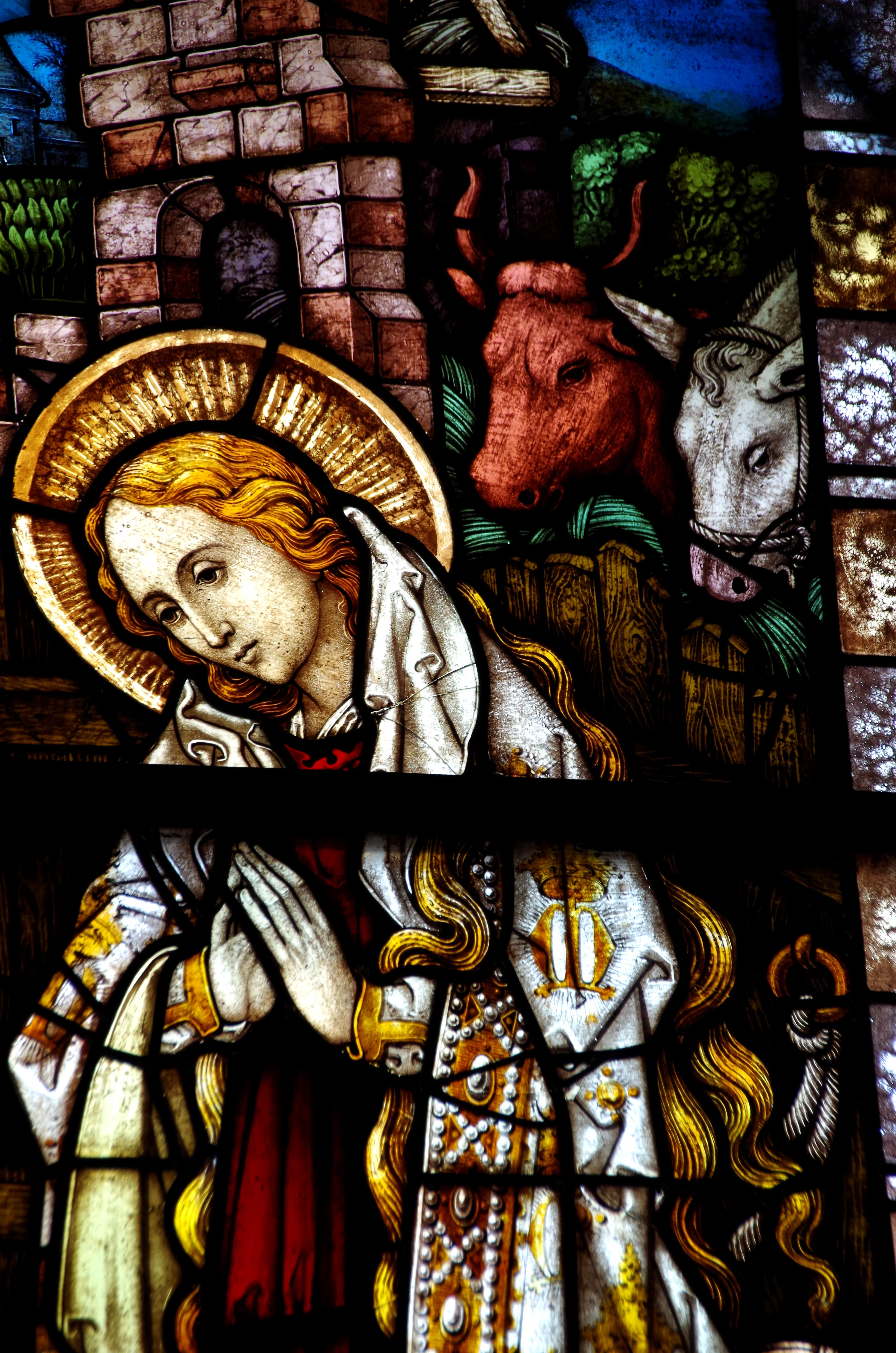
Maria aus dem Chorfenster „Weihnachten“
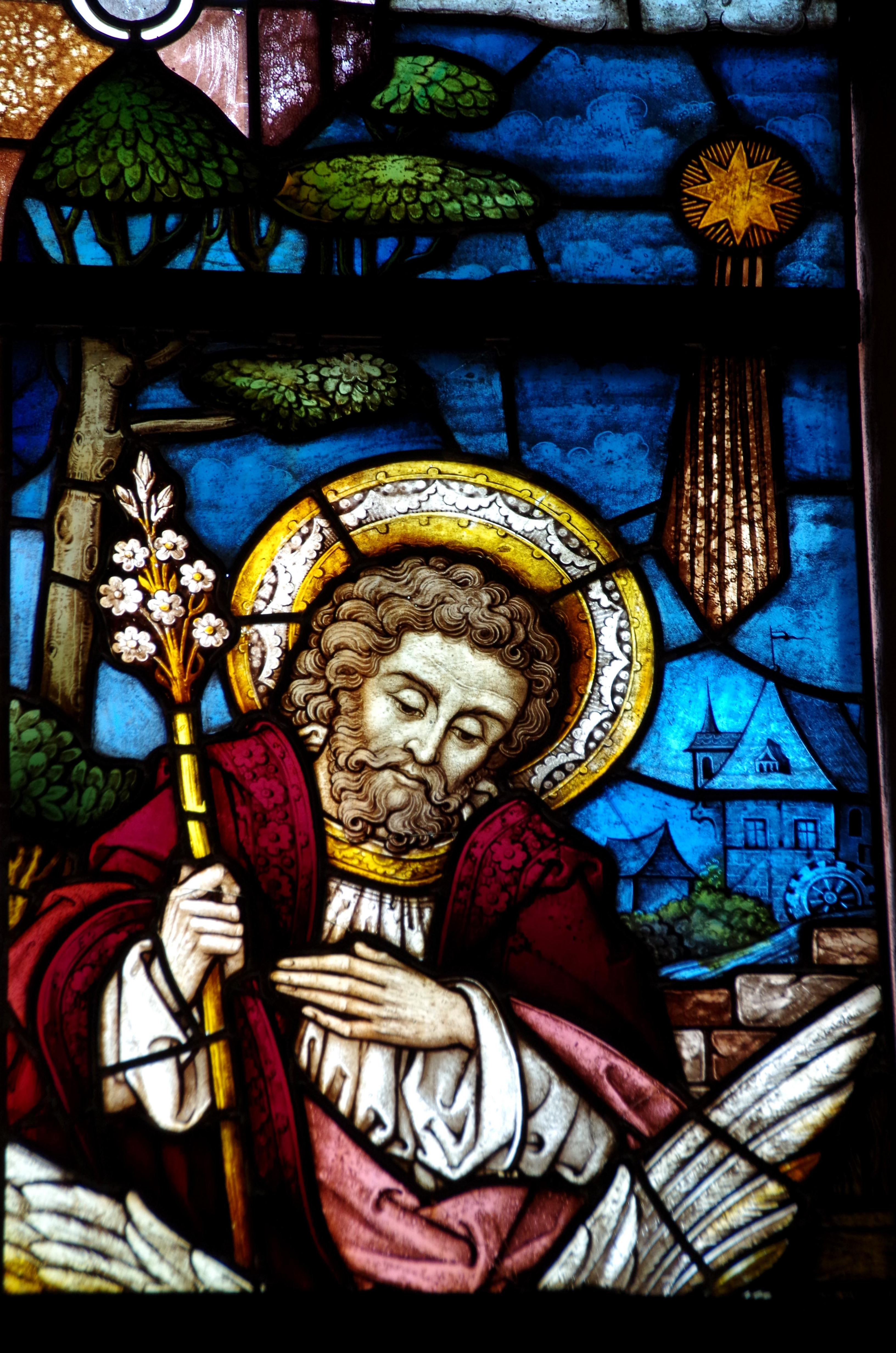
Josef aus dem Chorfenster „Weihnachten“

## Pfarrer
Folgende Priester wirkten bislang als Pfarrer an St. Dionysius:
- 1891–1931: Jakob Wolfgarten
- 1931–1959: Johannes Girretz
- 1960–1971: Ewald Dienstknecht
- 1972–1977: P. Peter Huntjens SMM
- 1977–1978: Paul Jansen
- 1978–2002: Robert Bruchhausen
- 2002–2023: Hans-Joachim Hellwig
- 2023–2025: Klemens Gößmann
- Seit 2025: P. Wieslaw Kaczor SDS